# Ilitxeve (Crimea)
|  | Per a altres significats, vegeu «Ilitxovo». |

Ilitxeve (en (ucraïnès): Іллічеве) és un poble de la República Autònoma de Crimea a Ucraïna, que el 2014 tenia 938 habitants. Pertany al districte rural de Sovetski. Fins al 1948 el municipi es deia Kiianlí.